# Rudolf Černý (architekt)
Rudolf Černý (14. září 1890 Štěpánov (Kladno–Kročehlavy) – 1. dubna 1977 Holoubkov) byl kladenský architekt, který působil také v Plzni.

## Život
Narodil se v rodině Ludvíka Černého, technického úředníka v kladenských hutích, a jeho manželky Františky, rozené Soukupové.
Vystudoval reálku (gymnázium v Kladně) a poté Pražskou techniku (1915), vyučoval na průmyslovce v Plzni a od roku 1936 tam byl i ředitelem. V roce 1919 se na pražské české technice stal doktorem technických věd. Konec života prožil v rodinné vile v Holoubkově. Osobní fond Rudolfa Černého je uložený v Muzeu Dr. Bohuslava Horáka v Rokycanech.

### Rodinný život
V dubnu 1919 se oženil s Annou (Aničkou) Šandovou.

## Dílo
Kladno
- (Hornický) Lidový dům na třídě T. G. M., stavbu realizoval 1923-1925 kladenský stavitel Emil Hrabě
- Poliklinika čp. 1976 na Náměstí Svobody
- 1923: Dům sociální péče (Habrmanův dům), dnes sídlo hasičů
- Masarykova škola práce, realizovaná 1929-1930 staviteli Václavem Náprstkem a Antonínem Tišerem
- II. měšťanská škola chlapecká (nová Amálka), realizovaná stavitelem Vilémem Procházkou
- budova biografu v Kročehlavech (Kino Květen)
- sokolovna v Dubí v roce 1929
- 1920: k nerealizovaným projektům patřil soutěžní projekt na regulační plány Kladna, kde zahrnul i přemostění Sítenského údolí

Plzeň
- soubor bia Elektra, činžovního domu a obchodního domu ASO, Americká třída 1981/24
- obchodní a činžovní dům AESCULAP, Americká třída 90/11
- budova německých průmyslových škol, Majerova 1615/1
- budova Jubilejního okresního dětského domova (Procháskův ústav), Lidická 585/2 s Bohumilem Chvojkou

## Galerie

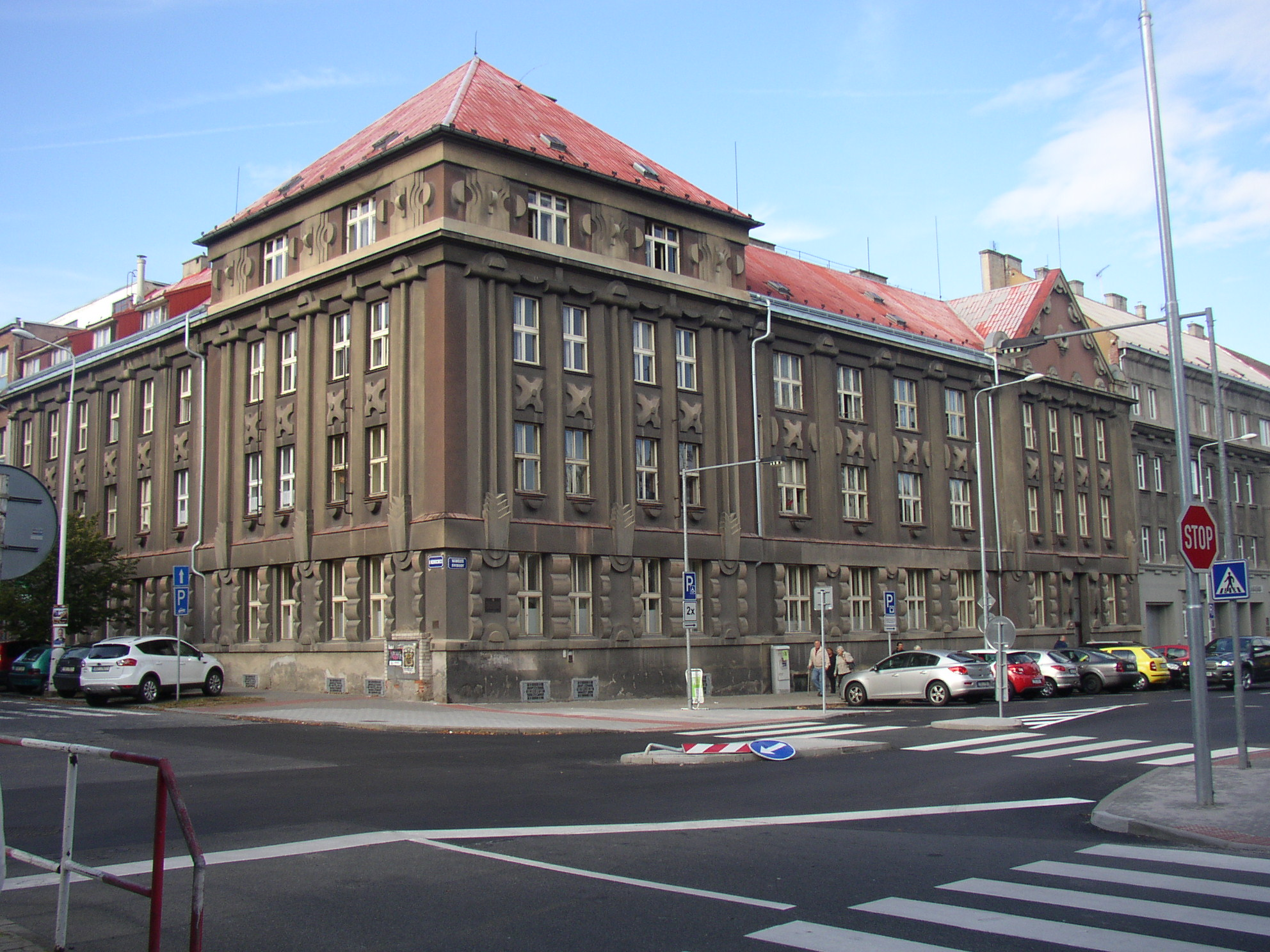
poliklinika v Kladně
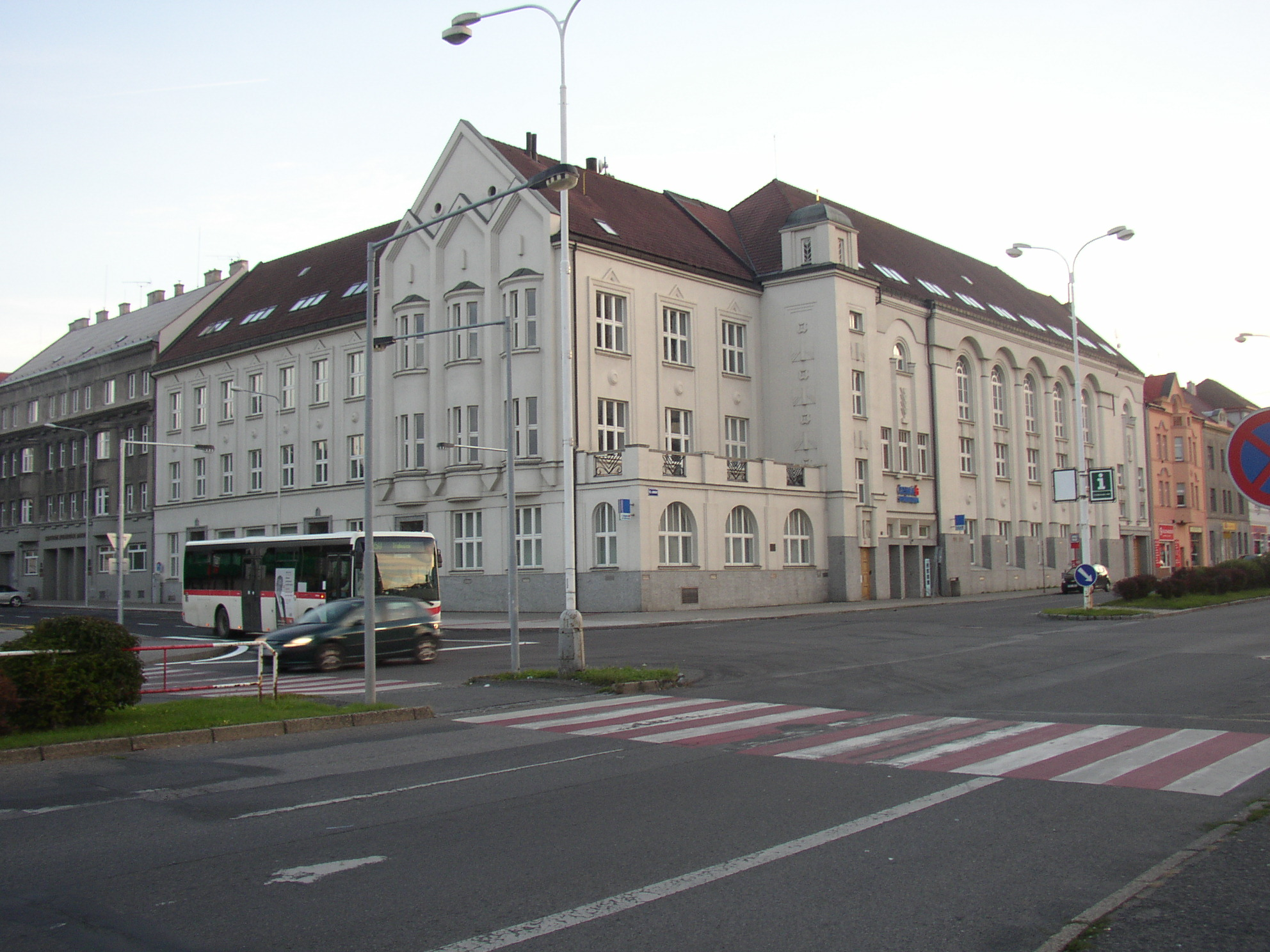
Lidový dům v Kladně
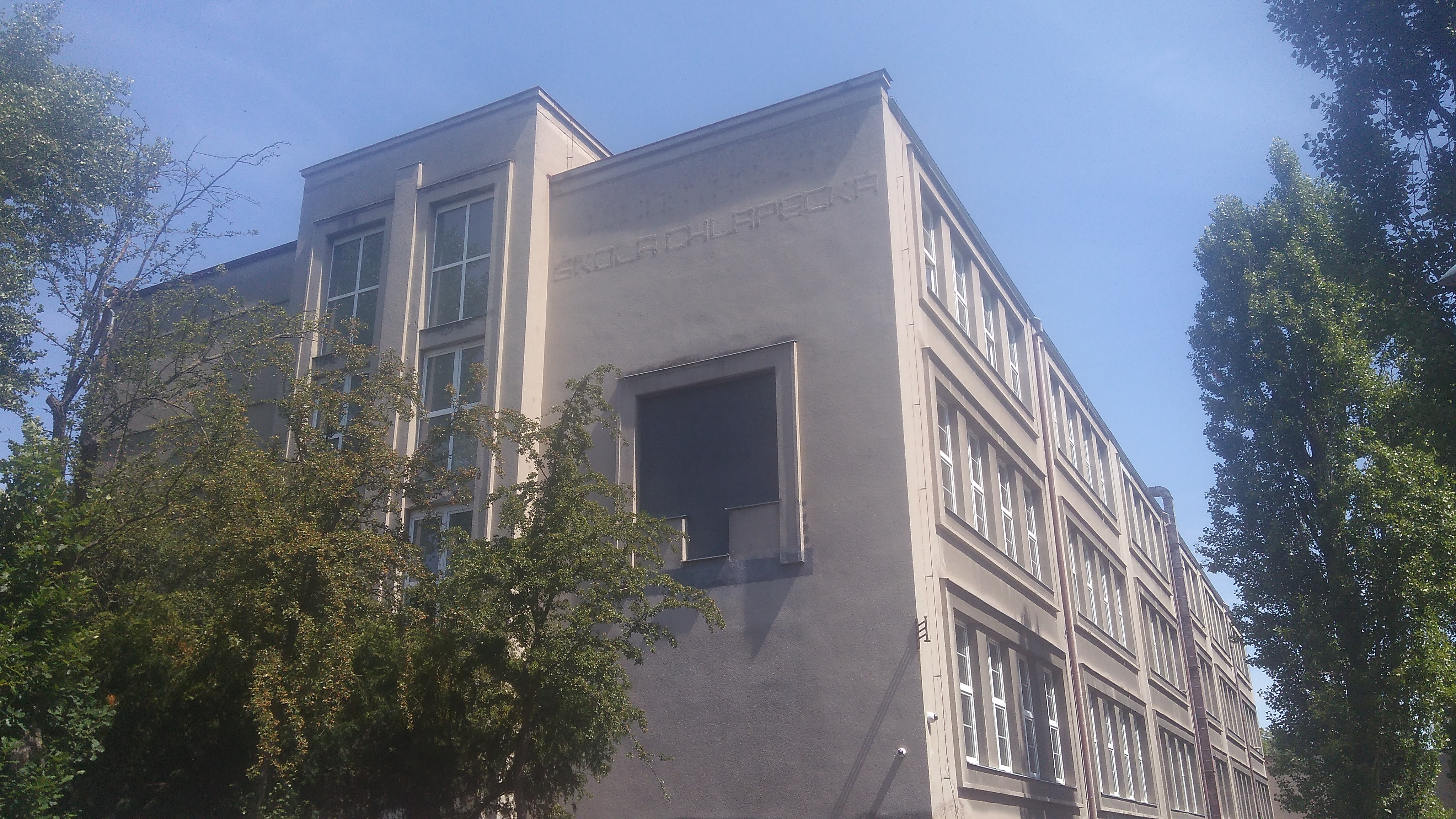
II. měšťanská škola chlapecká v Kladně (nová Amálka)
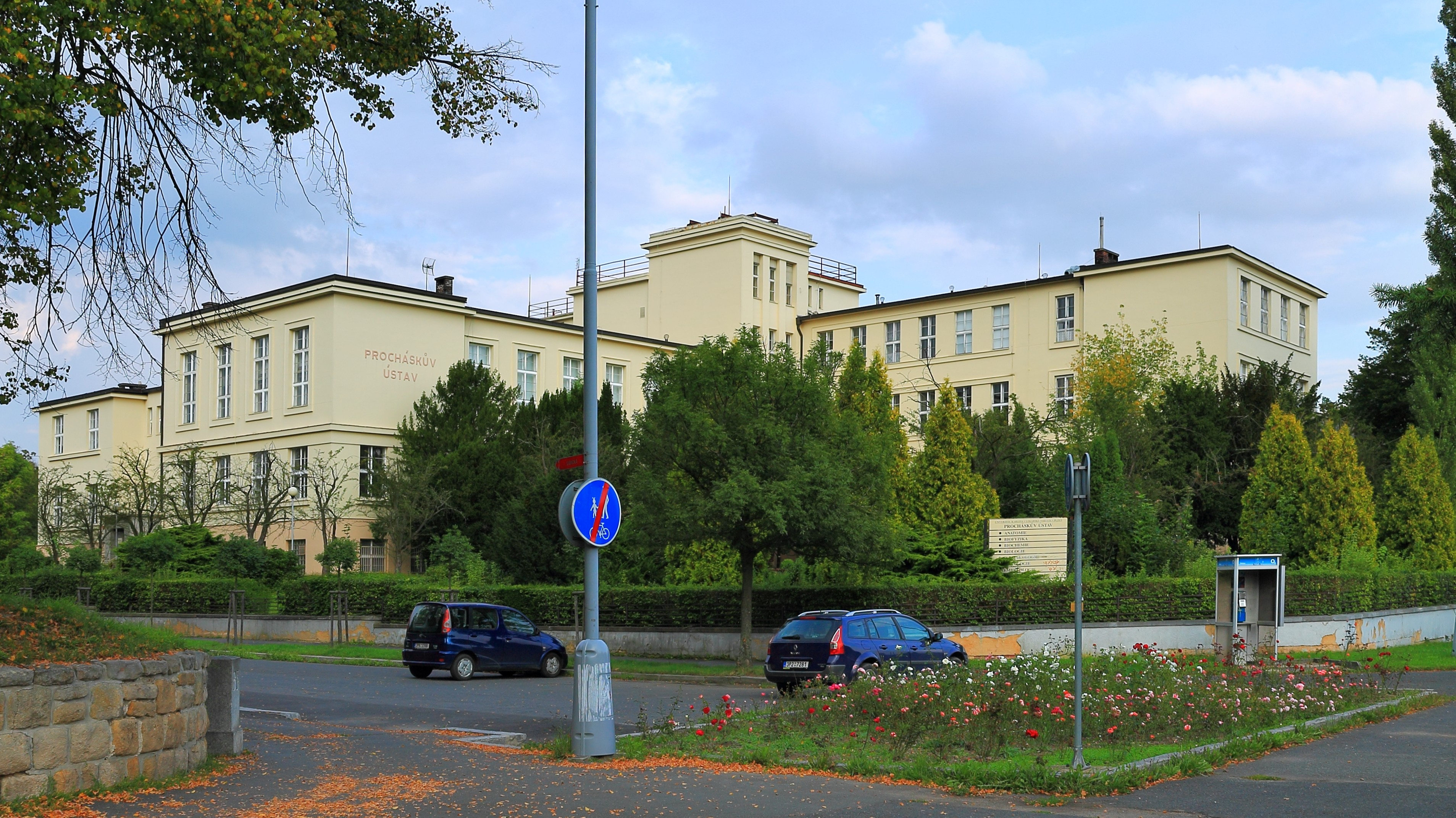
Procháskův ústav v Plzni